# Adamâncio (pseudo-Orígenes)
Adamâncio (em latim: Adamantius; em grego: Αδαμάντιος; romaniz.: Adamántios) foi um cristão do início do século IV que surge como protagonista ortodoxo no diálogo grego Da Verdadeira Fé em Deus (em latim: De recta in Deum fide). Pode ter vindo da Ásia Menor ou Síria, mas pouco se sabe sobre ele. No fim do capítulo XXIV da Filocália uma nota diz que Basílio de Cesareia e Gregório de Nazianzo associaram-o ao escritor do século III Orígenes; a autenticidade desse capítulo, contudo, é questionada.
O diálogo, que divide-se em cinco livros, relata uma disputa de Adamâncio com dois discípulos de Marcião e então com seguidores de Bardesanes e Valentim. No fim, um árbitro pagão chamado Eutrópio concedeu a vitória a Adamâncio. Comumente se pensa que fez o diálogo, mas tal afirmação é incerta. Esse diálogo foi posteriormente traduzido para o latim por Rufino.